# 知的財産制度に関するガウアーズ報告書
知的財産制度に関するガウアーズ報告書（ちてきざいさんせいどにかんする - ほうこくしょ、Gowers Review of Intellectual Property）は、2005年12月から1年間にわたりイギリス大蔵省（HM Treasury）の諮問を受けて知的財産制度に関する制度設計の調査研究結果を答申した報告書。責任者である元フィナンシャル・タイムズ編集長アンドルー・ガウアーズの名を取って「ガウアーズ報告書」と呼ばれる。
最終答申は2006年12月2日に公表された。

## 報告書の概要
報告書は最終答申の公表までに、複数回に分けて部分的に検討結果を公表している。
- 2006年10月29日の一次報告では、個人が音楽をデジタルオーディオプレーヤーに私的複製する行為を法律（著作権・意匠及び特許法）において明文で認めるべきである旨を答申した。
- 同年11月27日の二次報告では、英国レコード協会（BPI）や国際レコード産業連盟（IFPI）を始め音楽業界から強い要望の存在した著作隣接権の保護期間延長を「延長による税収の増加はほとんど見込めない」「故人となった実演家の権利を延長しても新規の創作には繋がらない」などの理由を挙げて明確に否定し、現行の「録音（固定）後50年間」とする規定を維持すべきであると答申した。この部分に対して業界は猛反発し、12月7日付のフィナンシャル・タイムズに「国際調和の為に、隣接権はアメリカ合衆国と同じ95年に延長されるべきだ」とする意見広告を掲載したが、英政府は2007年7月に隣接権延長を正式に断念する方針を表明した[1]。
- 上記の他、罰則の上限を現行の懲役2年から（日本の2006年改正と同じ）10年に引き上げることや、フランス著作権法を参考にパロディを二次著作物として保護する規定の創設を検討すべきである旨が答申されている。